# Carlo Maxia
Carlo Maxia (Roma, 18 febbraio 1907 – Sassari, 23 novembre 1996) è stato un antropologo italiano.

Carlo Maxia

Fu professore di anatomia umana e di antropologia all'Università di Cagliari. Fondò nel 1953 l'Istituto di antropologia e il Museo sardo di antropologia ed etnografia.
La maggior parte dei suoi lavori furono incentrati sullo studio antropologico delle popolazioni sarde, sia viventi che passate.
Tuttavia, risulta particolarmente famoso soprattutto per i suoi studi di archeoastronomia, inizialmente avversati dagli archeologi a lui contemporanei, e attualmente rivalutati alla luce delle nuove evidenze e pubblicazioni.
Autore prolifico, è stato curatore della rivista "Frontiera" per numerosi anni.